# وورلد أوف ووركرافت
ورلد أوف وركرافت (World of Warcraft) هي لعبة فيديو من نوع ألعاب تقمّص الأدوار كثيفة اللاعبين على الإنترنت (MMORPG). وتعدّ اللعبة الرابعة في سلسلة ألعاب ورلد أوف وركرافت والتي تنتجها بليزارد إنترتينمنت منذ عام 1994. أعلن عن اللعبة في 2 سبتمبر 2001، وتمّ إصدارها في 23 نوفمبر 2004، احتفالاً بمرور 10 سنوات على ألعاب ورلد أوف وركرافت. تعدّ اليوم الأولى عالميّا من حيث عدد المشتركين، لوجود حوالي 12 مليون مشتركاً شهرياً.
إضافة إلى الإنكليزيّة، قامت بليزارد إنترتينمنت بترجمة اللعبة إلى العديد من اللغات كالفرنسيّة والألمانيّة والإسبانيّة والصينيّة.
تمّ إصدار خمسة امتدادات للعبة حتى الآن: 2/2/2015
- «ذا برنينغ كروسيد» أو الحملة الحارقة (The Burning Crusade) في 16 يناير 2007
- «راث أوف ذا ليتش كينغ» أو غضب الملك ليتش (Wrath of the Lich King) في 13 نوفمبر 2008
- «كاتاكليزم» أو الكارثة (Cataclysm) في 7 ديسمبر 2010
- «ميستس اف بانديريا» أو (Mists of Pandaria)أو ضباب بنداريا في September 25, 2012
- «وار لورد اوف دراينور» أو اسياد درينور Warlords of Dreanor في November 13, 2014
- ليجن (Legion) في 2016
- معركة من أجل أزيروث (Battle for Azeroth) في 2018
- أراضي الظلام (Shadowlands) 2020
- التنانين الطائرة (Daragon flight) 2022

توفّر بليزارد إنترتينمنت المئات من الخواديم على الإنترنت وهي نسخ متماثلة من عالم وركرافت، تمكّن كلّ منها الآلاف من اللاعبين من التفاعل وتكوين صداقات ومجموعات والقيام بمغامرات معا. يتحكّم اللاعب في أحد الأبطال (مجسد avatar) فيكتشف العالم الفسيح، ويقاتل الوحوش والأعداء، ويقوم بالعديد من المهام التي تمكّن المجسّد من اكتساب الخبرة وتحسين مأهّلاته ومعدّاته.
تُعّد قصّة اللعبة من نوع الفنتازيا وتدور أساسا على كوكب «أزروث» (Azeroth) بعد أربعة أعوام من أحداث لعبة ورلد أوف وركرافت 3: العرش المتجمد. يتضمّن عالم اللعبة العديد من المناطق المتنوّعة مثل الغابات والجبال الثلجية والصحاري، وتحتوي على كمّ كبير من الوحوش، المألوفة منها كالحيوانات المفترسة أو حتى الخياليّة كالتنانين والعمالقة والمردة.
يستطيع اللاعبون، فرادى أو ضمن مجموعات، الاختيار بين شكلين من اللعب:
- ضدّ الطبيعة (Player vs Environment PvE): يتقاتل اللاعبون ضدّ أعداء يتم التحكّم فيها بالذكاء الاصطناعي. تحتوي اللعبة لهذا على حصون مختلفة الصعوبة والنمط.
- ضدّ لاعبين آخرين (Player vs Player PvP): تنقسم الأجناس، التي يختار من بينها اللاعبون مجسّداتهم، إلى حلفين: التحالف (Alliance) والحشد (Horde). يتصارع اللاعبون من الحلفين في ساحات القتال وحلبات المصارعة.

## الأدوار
عندما يكون ضمن مجموعة، يقوم اللاعب بأحد هذه الأدوار:
- التصدّي أو TANK: على اللاعب حماية زملائه عبر جلب عدوانيّة الوحوش. يكون المتصدّي ذو لباس حصين وتكون نقاط حياته عالية حتى يتمكّن من الصمود أمام ضربات الوحوش. هو إذا دور دفاعي يتطلّب أحد الأصناف ذو الاختصاصات الدفاعيّة.
- إحداث الضرر أو DPS (Damage per second): دور هجومي لإحداث الضرر بالوحوش والخفض من نقاط حياتهم حتى الصفر. هناك نوعين من مهارات إحداث الضرر:
  - قتال ملتحم (بآستعمال السيف أو الخنجر أو الرمح مثلا)
  - قتال عن بعد (بآستعمال الأسهم أو أحد الأسحار مثلا)
- العلاج أو Healer: يقوم اللاعب بمساندة زملائه عبر علاجهم والرفع من نقاط حياتهم، مع التركيز على الذين يقومون بدور التصدّي. يتطلّب هذا الدور أحد الأصناف ذو الاختصاصات العلاجيّة.

## اختيار الشخصية
يختار اللاعب لشخصيّته (مجسّده) أحد الأعراق وأحد الأصناف المتاحة في ذلك العرق، إضافة للعديد من الخيارات الأخرى كالاسم والجنس ولون البشرة وشكل الوجه وغيرها. تتضمن اللعبة إثنا عشر عرقا مختلفا ينقسمون على التحالف والحشد. كما تحتوي على عشرة أصناف مختلفة من الأبطال بمزايا ومؤهلات مختلفة.

### الأعراق
أعراق التحالف:
- بشري - (human)- هم البشر ببساطة
- قزم (Dwarf)- الأقزام قصيروالقامّة. بنيتهم قويّة وصلبة.
- غنوم (Gnome)- هم أصغر من الأقزام، بنيتهم ضعيفة لكن ذكاؤهم خارق ويجيدون الاختراعات الهندسية.
- آلف الليل (Night Elf)- أوالف الليل من أقدم الأجناس التي سكنت «أزروث». طويلو القامة، ذوي بشرة بنفسجيّة. أعمارهم طويلة جدّا.
- درناي (Draenei)- ذوي بشرة زرقاء. أصلهم من الكوكب المدمّر «درانور» (Draenor).
- مستذئب (Worgen)- المستذئبون أصلهم بشريّون. أصيبوا بلعنة غامضة حوّلتهم إلى وحوش تشبه الذئاب

أعراق الحشد:
- -أورك (Orcs) كائنات قويّة لونها الأخضر. أصلهم من كوكب «درانور»
- طورن (Tauren)- طويلو القامة وأقوياء. يشبهون الثيران. مسالمون ويحبّون للطبيعة.
- طرول (Troll) - قبليّون وبدائيون. قاماتهم طويلة، لهم انياب طويلة، لون بشرتهم زرقاء أو خضراء.
- لاميّت (Undead) -يعيشون في حالة وسط بين الموت والحياة. أجسادهم مهترئة ومتحلّلة وعظامهم بارزة، لكن عزيمتهم قويّة.
- آلف الدم (blood elf)-أوالف الدم أصلهم أوالف الليل تمّ نبذهم.
- عفريت (Goblin)- قصيرو القامّة، خضر البشرة. يحبون جمع المال وينافسون الغنوم في الاختراعات الهندسية.

كما تم إضافة عرق جديد في تحديث Mist of Pandaria ويدعى Pandarian وهي مخلوقات شبيهة بحيوان الباندا تتميز بالرشاقة والشهية " هذا العرق يستطيع اختيار الانحياز بين الحشد أو التحالف عند بلوغ المستوى عشرة.
وتم إضافة في نهاية النسخة السابعة الفيلق اراق متحالفة Allied Races:
التحالف: آلف الفراغ (Void Elf) ودرناي النور.( Lightforged Draenei) واقزام عشيره الحديد الاسود (Dark iron dwarf) وبشر عشيره كول تيرن(Kul tiran human) والقزام الالية(Mecha gnome)
الحشد: آلف مواليد الليل (Nigthborn) وتوران الجبل العالي (Highmounten) واورك عشيره ماك غار(Maghar orocs) وطرول عشيره الزندلار(Zandalar troll) والثعالب فولبيرا (Vulpera)
تم اضافة عرق التنانين في تحديث Dragon flight وهي تنانين متنوعه تنقسم الي الازرق والاحمر والبرونزي والاخضر والاسود

### الأصناف
لكل صنف من الشخصيات ثلاثة إختصصات الا صائد الشياطين والمستدعي اثنان. عند بلوغ المستوى العاشر يستطيع اللاعب اختيار إحدى التخصصات. تنتمي مهارات الصنف إلى إحدى تخصصاته. معظم هذه المهارات متاحة لكل الإختصصات، غير أنّها تكون أنجح عند اختيار تخصّصها. بعض المهارات المميزة خاصة بالاختصاص.
كذلك لكل صنف ثلاثة شجرات مواهب. شجرة مواهب لكل اختصاص. يقوم اللاعب بالوصول إلى مستوى محدد يتم عندها اختيار من شجرة المواهب المهارات أو الحركات المساعدة في التخصص، فأختيار المهارات المساعة للتخصص يزيد من إمكانيات النجاة أو الصمود أو إلحاق الضرر الكثير بالعدو أو الخصم.
- «محارب» (Warrior) اختصصاته: الأسلحة والهيجان كلهما (هجومي عن قرب) والحماية (مدافع).
- «ساحر» (Mage) اختصصاته: النار والصقيع والخفايا (arcanes) جميعها هجومية عن بعد.
- «مشعوذ» (Warlock) اختصصاته: البلاء والدمار وعلم المردة جميعها هجومية عن بعد.
- «بلدين» (Paladin) اختصصاته: العقاب (هجومي) والقداسة (مسانة) والحماية (مدافع).
- «مارق» (Rogue) اختصصاته: الاغتيال والقتال والدهاء وجميعها هجومية عن قرب.
- «درويد» (Druid) اختصصاته: التوازن (هجومي عن بعد) والقتال البرّي (هجومي عن قرب) والإنعاش (مسانة) والحماية (مدافع).
- «شامان» (Shaman) اختصصاته: العنصري (هجومي عن بعد) والتحسين (هجومي عن قرب) والإنعاش (مسانة).
- «كاهن» (Priest) اختصصاته: الانضباط والقداسة كلهما (مسانة) والظلام (هجومي عن بعد).
- «صيّاد» (Hunter) اختصصاته: السيطرة على الحيوانات والدقة والاستماتة جميعها هجومية عن بعد.
- «فارس الموت» (Death Knigth) اختصصاته: الدم (مدافع) والصقيع والإثم كلهما (هجومي عن قرب).
- «الراهب» (Monk) اختصاصاته: سيد البراميل (مدافع) وراكب الريح (هجومي عن قرب) والملوح بالضباب (مسانة).
- «صائد الشيطان» (Demon Hunter) اختصاصاتة: الدمار (مدافع) والأنتقام (هجومي عن قرب).
- ُ«المستدعي» (Evoker) اختصاصاتة: المحافظة (مسانة) والتدمير (هجومي عن بعد)

الأصناف حسب الأعراق:
|           | محارب | ساحر | مشعوذ | بلدن | مارق | درويد | شامان | كاهن | صيّاد | فارس الموت | صائد الشيطان | المستدعي |
| --------- | ----- | ---- | ----- | ---- | ---- | ----- | ----- | ---- | ---- | ---------- | ------------ | -------- |
| بشري      | X     | X    | X     | X    | X    |       |       | X    | X    | X          |              |          |
| قزم       | X     | X    | X     | X    | X    |       | X     | X    | X    | X          |              |          |
| غنوم      | X     | X    |       | X    | X    |       |       | X    |      | X          |              |          |
| آلف الليل | X     | X    |       |      | X    | X     |       | X    | X    | X          | X            |          |
| درناي     | X     | X    |       | X    |      |       | X     | X    | X    | X          |              |          |
| مستذئب    | X     | X    | X     |      | X    | X     |       | X    | X    | X          |              |          |
| أورك      | X     | X    | X     |      | X    |       | X     |      | X    | X          |              |          |
| طورن      | X     |      |       | X    |      | X     | X     | X    | X    | X          |              |          |
| طرول      | X     | X    | X     |      | X    | X     | X     | X    | X    | X          |              |          |
| لاميّت     | X     | X    | X     |      | X    |       |       | X    | X    | X          |              |          |
| آلف الدم  | X     | X    | X     | X    | X    |       |       | X    | X    | X          | X            |          |
| عفريت     | X     | X    | X     |      | X    |       | X     | X    | X    | X          |              |          |
| التنين    |       |      |       |      |      |       |       |      |      |            |              | X        |

## وصلات خارجية
- وورلد أوف ووركرافت على موقع IMDb (الإنجليزية)
- وورلد أوف ووركرافت على موقع الموسوعة البريطانية (الإنجليزية)

- الموقع الرسمي الأمريكي
- الموقع الرسمي الأوروبي